# Raphael Bob-Waksberg
Raphael Bob-Waksberg (ur. 17 sierpnia 1984 w San Mateo) – amerykański scenarzysta i komik, twórca seriali BoJack Horseman i Undone.
Jako członek trupy komediowej Olde English współtworzył i pojawił się w The Exquisite Corpse Project. 
W marcu 2018 roku ogłoszono, że Bob-Waksberg podpisał umowę z Amazonem, aby wyprodukować nową animowaną serię współtworzoną z Kate Purdy, z którą pracuje również przy BoJacku Horsemanie. Nowa seria to animowany komediodramat Undone.